# The Most Gigantic Lying Mouth of All Time
The Most Gigantic Lying Mouth of All Time — це збірка з 24 короткометражних фільмів від англійського альтернативного рок-гурту Radiohead. Його режисером і монтажером став Кріс Брен з Vapor Brothers.
Реліз був представлений на DVD 1 грудня 2004 року. DVD-реліз містить усі чотири епізоди оригінальної трансляції з Radiohead Television, онлайн-телевізійної станції, з неопублікованими раніше піснями гурту, живими студійними виступами, а також інтерв'ю.
The Most Gigantic Lying Mouth of All Time названий на честь колажу німецького художника Джона Хартфілда.

## Епізоди
Деякі з розділів The Most Gigantic Lying Mouth of All Time були створені Крісом Бреном, Стенлі Донвудом і самими Radiohead, тоді як інші були зрежисовані фанатами, які надіслали відео, які гурт відібрав для включення.
Продюсери Рік Хінд і Аджит Н. Рао створили дві частини фільму The Tripti Ensemble Crew, один під назвою «When an Angel Tries to Sell you Something», а інший — «Freak Juice».
DVD також містить інтерв'ю з Томом Йорком і Едом О'Браєном у рамках рубрики фільму під назвою «Моє життя в шоу-бізнесі».

### Chieftan Mews
Кожен із чотирьох епізодів розпочинається та завершується коментарем Chieftan Mews, цифрового складеного персонажа, якого грає продюсер Radiohead Найджел Годріч.

### Episode One
1. The Cat Girl (режисер Ебба Ерікзон)
2. The Slave (режисер Джеймс Філд)
3. When an Angel Tries to Sell You Something (режисери Рік Хінд і Аджит Н. Рао)
4. Skyscape (режисер Верні Юнг)
5. Sit Down. Stand Up. (режисер Ед Холдсворт)

### Episode Two
1. Lament (режисер Кет Елліот)
2. The Big Switch (режисер Кріс Левітус)
3. The Scream (режисер Пауло Невес)
4. Inside of My Head (режисер Ешлі Дін)
5. De Tripas Y Corazon (режисер Хуан Пабло Етчеверрі)

### Episode Three
1. Listen to Me Wandsworth Road (режисер Ебба Ерікзон)
2. Hypnogoga (режисер Луїза Уайлд)
3. And Murders of Crows (режисер Пол Рейнс)
4. Freak Juice Commercial (режисери Рік Хінд і Аджит Н. Рао)
5. «Running» (режисер Ханна Уайз і Chinacake Productions])
6. Push Pulk / Spinning Plates (режисер Джонні Хардстафф)

### Episode Four
1. Dog Interface (режисер Хуан Пабло Етчеверрі)
2. HYTTE (режисер Гері Карпентер)
3. Momentum (режисер Камелла Кірк)
4. Chickenbomb (режисер Верні Юнг)
5. Welcome to My Lupine Hell (режисер Ешлі Дін)
6. The Homeland Hodown (режисери Джейсон Арчер і Пол Бек)
7. I Might Be Wrong (режисер Софі Мюллер)
8. The National Anthem (режисер Майк Міллс)